# هيومين
بارك سون يونغ ((هانغل: 박선영) من مواليد 30 مايو 1989 في بوسان، كوريا الجنوبية ، تعرف بإسمها الفني هيومين  . هي مغنية وراقصة وممثلة ومغنية راب كورية جنوبية بدأت مسيرتها الفنية عام 2009. وهي عضوة في فرقة تي-آرا. ظهرت موهبتها عندما كانت في الحديقة العامة في سيول وكانت آنذاك ترقص وتغني راب فسمعها أحد الملحنين الكوريين وكان عمرها 19 وأدخلها مع فرقة تي-آرا
كما أنه عندها موهبة التمثيل فمثلت العديد من المسلسلات اشهرها سأتزوج الصيني.

## روابط خارجية
- هيومين على موقع IMDb (الإنجليزية)
- هيومين على موقع ميوزك برينز (الإنجليزية)
- هيومين على موقع ديسكوغز (الإنجليزية)
- هيومين على موقع قاعدة بيانات الفيلم (الإنجليزية)